# Liste d'objets légendaires et sacrés
Cette liste non exhaustive concerne les objets légendaires et sacrés appartenant au domaine des légendes, des religions et de la mythologie. Elle comprend plusieurs familles (armes, reliques, vêtements…).

Cette liste exclut les objets magiques relevant du domaine du merveilleux ou du fantastique, présents dans la littérature récente (contes de fée, fantasy, science-fiction) ou au cinéma. Ces derniers sont  répertoriés dans : 

Le Saint Graal. Tableau de Dante Gabriel Rossetti (1874).

## Armes de puissance

### Lances

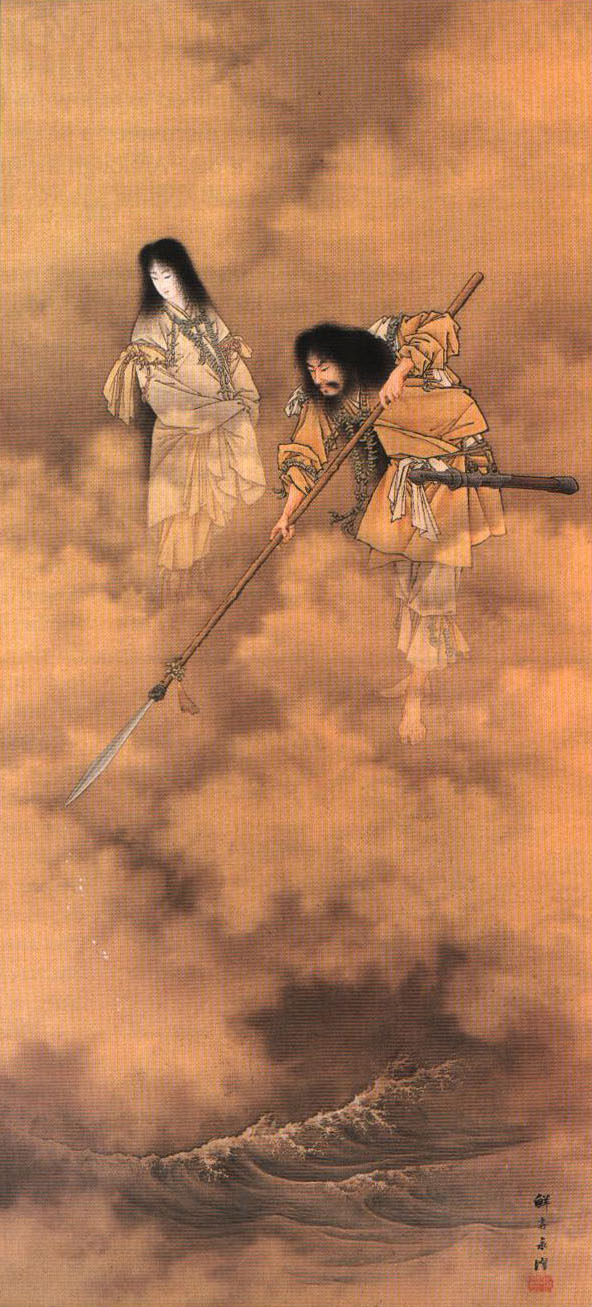
« Amenonuhoko », la lance utilisée par les créateurs du monde dans la tradition shintoïste.

- Amenonuhoko, lance utilisée par les divinités shinto Izanagi et Izanami pour créer le monde.
- Gae bolga, la lance magique de Cúchulainn dans la mythologie celtique irlandaise. Son nom signifie « javelot-foudre ».
- Gáe Buide (« Lance Jaune ») et la Gáe Derg (« Javelot Rouge »), lances de Diarmuid Ua Duibhne, pouvant infliger des blessures dont nul ne pouvait guérir.
- Gungnir, la lance du dieu Odin. Elle a la caractéristique de frapper toujours sa cible et de revenir à la main de celui l'a lancée.
- La Sainte Lance (ou « lance de Longin — Longinus — »), l'arme qui a percé le flanc de Jésus de Nazareth lors de la crucifixion.
- La lance du chef des Celtibères, Olyndicus (en), une lance d'argent qu'il prétendait envoyée du ciel, s'était, par son allure de prophète, gagné les esprits de tous[1].
- La lance de frêne d'Achille, que lui seul pouvait soulever et lancer. C'est un présent du centaure Chiron.
- La lance d'Athéna. Lors du concours entre Athéna et Poséidon pour savoir à qui appartiendra la future ville d'Athènes, Athéna lança sa lance sur le sol, et un olivier est sorti de la terre, là où la lance a touché le sol.
- La lance de St-Georges, voir aussi Ascalon, l'épée de St-Georges.
- La lance de Lugh, objet légendaire druidique du dieu Lugh, qui pouvait tuer n'importe qui d'un seul coup et transpercer jusqu'à 9 ennemis si elle était lancée.
- Les Trois Lances de l'Empire Céleste (天下三名槍), trois lances considérées comme les meilleures du Japon. Elles se nomment Tonbogiri, Nihongo et Otegine. Toutes les trois sont des variantes de Yari, avec des lames très longues et gravées, et sont encore de nos jours conservées en bon état dans les musées japonais. Tonbogiri est également célèbre pour avoir été maniée par le général Honda Tadakatsu, considéré comme l'un des plus grands héros de la caste samouraï.

### Arcs
- Gandiva, l'arc d'Arjuna dans la Bhagavad-Gītā, partie centrale du poème épique sanskrit du Mahabharata, dans la mythologie hindoue.
- Vijaya, l'arc de Karna, le frère aîné des pandavas et plus tard du roi d'Anga au Mahabharata, dans la mythologie hindoue.
- L'arc d'Apollon pouvait entraîner non seulement la mort mais encore la famine et la peste. Artémis, sa sœur jumelle, avait également un arc magique. Pour punir Niobé qui avait défié leur mère Léto, les dieux jumeaux massacrèrent de leurs flèches les nombreux enfants de Niobé, les Niobides.
- les flèches de l'arc de Cupidon pouvaient provoquer l'amour ou la haine de la personne en ayant été touchée. Ces flèches étaient de plomb (désamour) ou d'or (amour). Si l'on ignore qui a fabriqué l'arc, on sait en revanche que c'est Vulcain qui en a fabriqué les flèches.
- L'arc d'Ulysse, que lui seul pouvait bander. Sa femme Pénélope répondit aux prétendants qui la pressaient de choisir un nouvel époux, qu'elle ne consentirait à épouser que celui qui serait capable de bander l'arc de son époux disparu et de tirer une flèche au-dessous de douze haches alignées, comme Ulysse savait le faire (cf. Odyssée - Chant XIX). À son retour, et après avoir remporté cette épreuve, ce dernier massacra de ses flèches tous les prétendants ayant sommé Pénélope de choisir l'un d'entre eux et pillé sa maison.
- L'arc et les flèches d'Hercule / Héraclès. Trempées dans le sang de l'Hydre de Lerne, les flèches d'Hercule étaient mortelles. Les Centaures dont l'innocent Chiron en firent les frais mais surtout Nessos, qui tentait de violer Déjanire au gué de l'Evenos.
- L'arc de Pâris, dont on dit que c'est le dieu Apollon qui a dirigé la flèche jusqu'au talon d'Achille, son seul point vulnérable.
- Les flèches de l'arc de Philoctète : Philoctète avait reçu l'arc d'Hercule après la mort de ce dernier. Les devins avaient indiqué que Troie ne pourrait être prise sans l'arc et les flèches de Philoctète. Or celui-ci, gravement blessé, avait été abandonné sur l'île de Ténédos (ou Lemnos selon les versions). Ulysse et Néoptolème (fils d'Achille) vinrent le chercher et le firent soigner par Machaon et Podalirios, médecins des grecs. C'est ainsi qu'il parvint à tuer Pâris de ses flèches.
- L'arc d'Artémis (Diane).

### Bâtons
- Le Ruyi Jingu Bang, un bâton magique de Sun Wukong dans la mythologie chinoise ; il peut changer de taille.
- Le bâton de Moïse, avec lequel, dans l'Ancien Testament, Moïse frappe le rocher d'où jaillit l'eau qui désaltère son peuple. Le bâton de Moïse se transforme aussi en serpent, puis redevient bâton. L’autre bâton de Moïse devient serpent d'airain[2].
- Le Caducée, attribut divin d'Hermès ou d’Asclépios, constitué d'un bâton et de deux serpents entrecroisés. Il a des pouvoirs guérisseurs ; le serpent étant parfois associé à la médecine.
- Le Thyrse, un bâton surmonté d'une pomme de pin et décoré de feuilles de lierre, attribut du dieu Dionysos, puis de Bacchus. Dionysos s'en est servi pour tuer le géant Eurytos. Les satyres et les ménades ont également un thyrse.

### Tridents
- Le trident de Poséidon, avec lequel il frappe l'Acropole de la future ville d'Athènes d'où en sort une source d'eau salée (ou un cheval, selon les traditions). Ce trident peut également occasionner des tremblements de terre quand on frappe le sol avec.
- Le trident d'Amphitrite, femme de Poséidon, un trident de combat moins puissant que celui de son mari mais prouvant son mariage avec le roi des océans. Elle commande aux créatures marine grâce à celui ci.
- Trisula, le trident du dieu hindou Shiva, symbole qui concentre, pour ses adorateurs, les pouvoirs de la trimūrti, c'est-à-dire la création, la préservation et la destruction.

### Marteaux

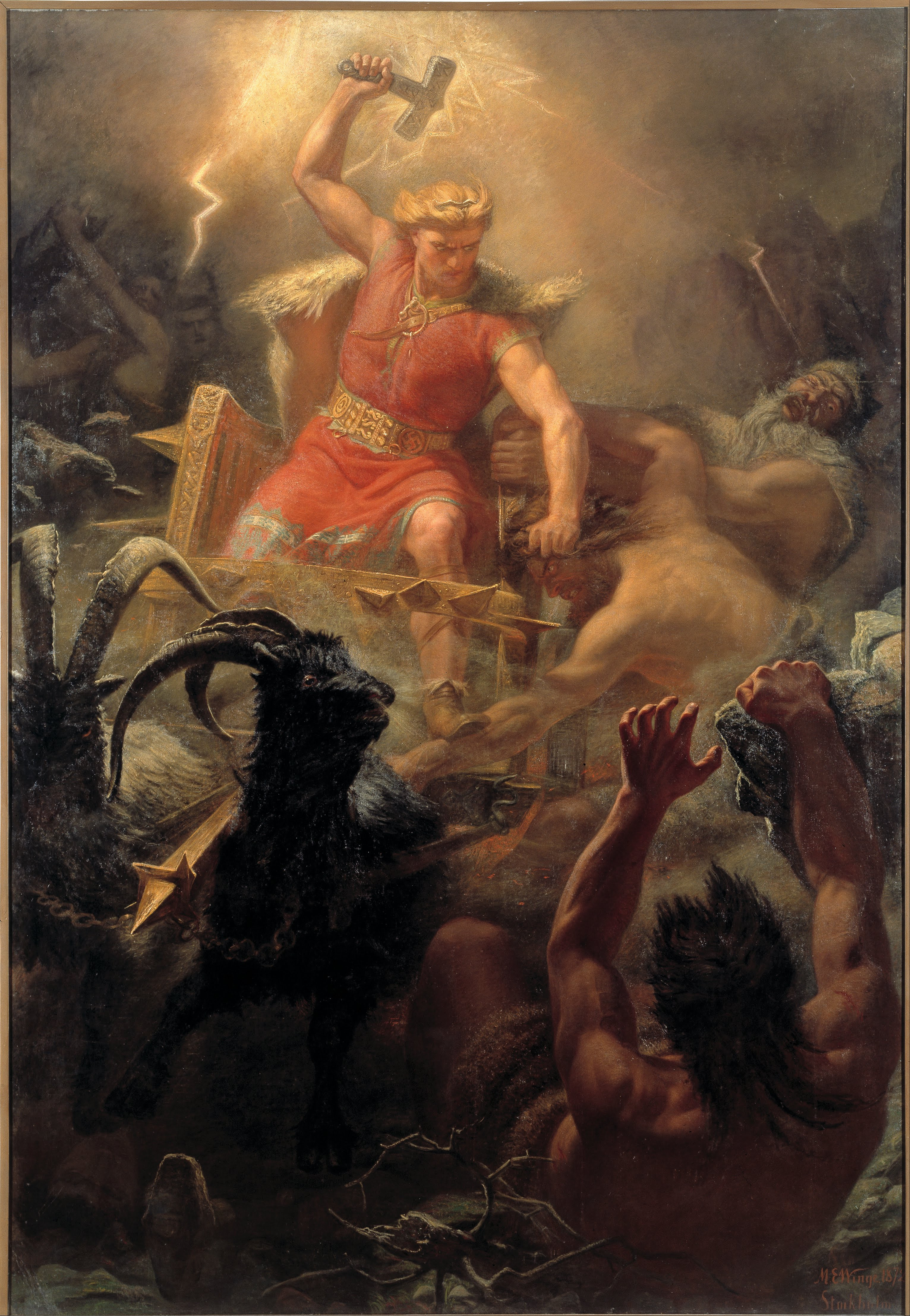
Thor, dieu de la mythologie nordique, brandissant son marteau Mjöllnir contre les géants, (Mårten Eskil Winge, 1872).

- Mjöllnir, le marteau magique de Thor. Arme fabuleuse, fabriquée par les nains Brokk et Eitri à la demande de Odin, ce marteau est capable de revenir à la main de son lanceur et de commander la foudre.
- Le marteau d'Héphaïstos.
- La massue du Dagda, massue de vie et de mort dans la mythologie celtique irlandaise.
- Le marteau de Sucellos, qui lui permet de tuer et ressusciter.

### Foudre
- Le « Foudre de Zeus », arme fabriquée pour lui par les Cyclopes.
- Vajra, l’arme du dieu Indra. Il s’agit de l’origine de la foudre.

### Haches
- Le Parashu (en), une hache de bataille en sanscrit (sanskrit : Paraśu). Arme classique du dieu Shiva qui détruit le désir et l'attachement et donc supprime l'agitation et le chagrin[réf. souhaitée].
- La hache de Péroun, dieu de la foudre dans la mythologie slave.

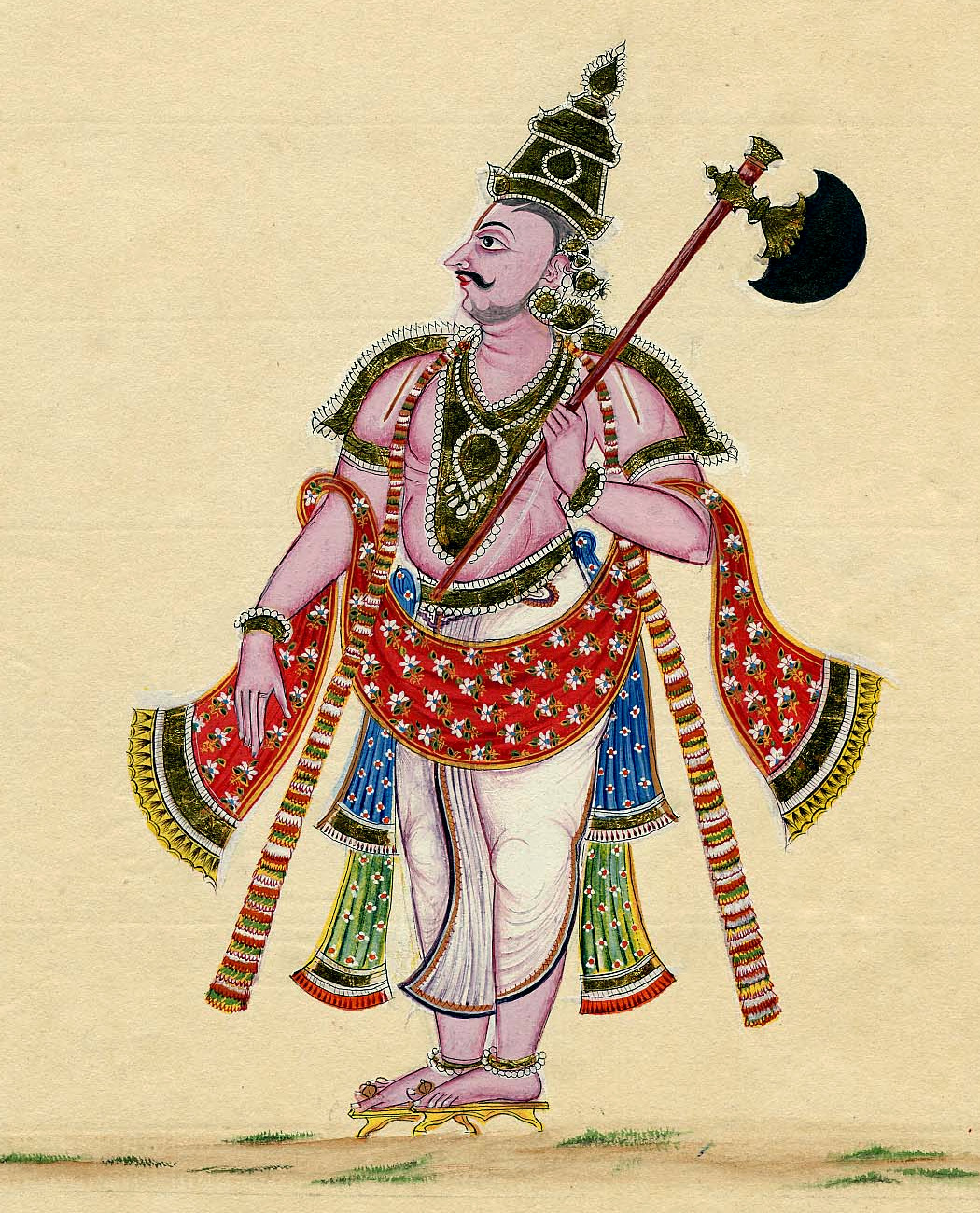
Parashurama tenant un Parashu.
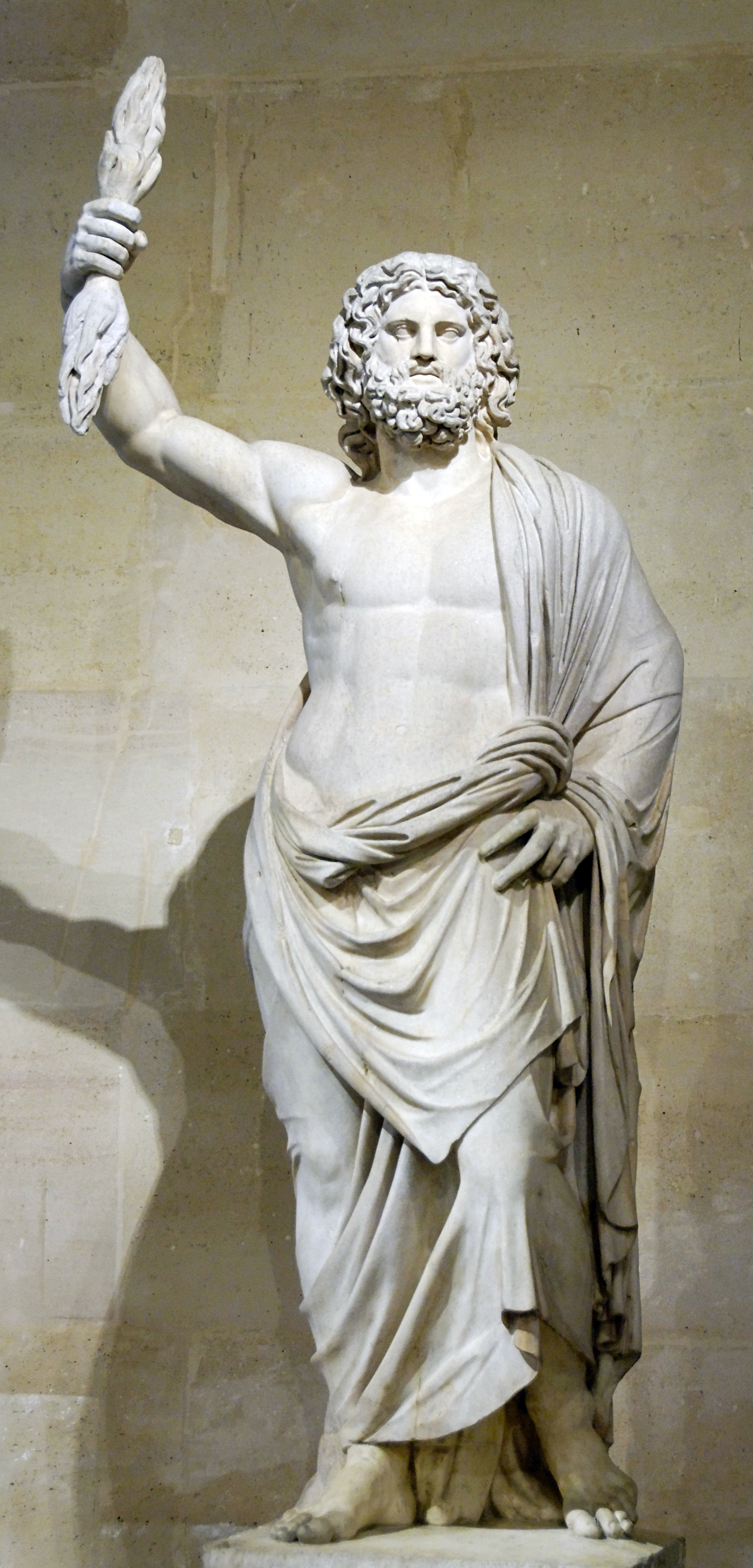
Statue représentant Zeus brandissant un foudre.

## Protections

### Boucliers
- Le bouclier de Lancelot du Lac, offert par la fée Viviane, le guérit instantanément de sa lassitude et lui procure la force de trois hommes.
- L'Égide (en grec « Aegis »), le bouclier semeur de panique fabriqué par Héphaïstos. Il appartient à Athéna ou à Zeus. Il se pourrait qu'il y ait deux égides : 
  - l’égide de Zeus, recouverte de la peau de la chèvre Amalthée. En plus de répandre la panique, l’égide (nom féminin) peut envoyer la foudre et le tonnerre quand Zeus la secoue ;
  - l’égide d'Athéna, recouverte de la peau du géant Pallas. En plus de répandre la panique, l’égide peut pétrifier quiconque la regarde, à cause de la tête de la Gorgone Méduse, fixée dessus.
- Les douze boucliers anciles (ou boucliers sacrés), forgés par le mythique souverain de Rome Numa Pompilius et dédiés au culte du dieu Mars.
- Le bouclier d'Achille (en), forgé pour Achille par le dieu Héphaïstos. Ce bouclier orné est considéré comme le plus beau jamais vu.
- Yata no Kagami (八咫鏡?), le miroir-bouclier de bronze du Trésor impérial du Japon.
- Svalinn, dans la mythologie nordique, le bouclier placé entre Sól, personnification du Soleil et la Terre, pour protéger cette dernière des rayons du soleil.

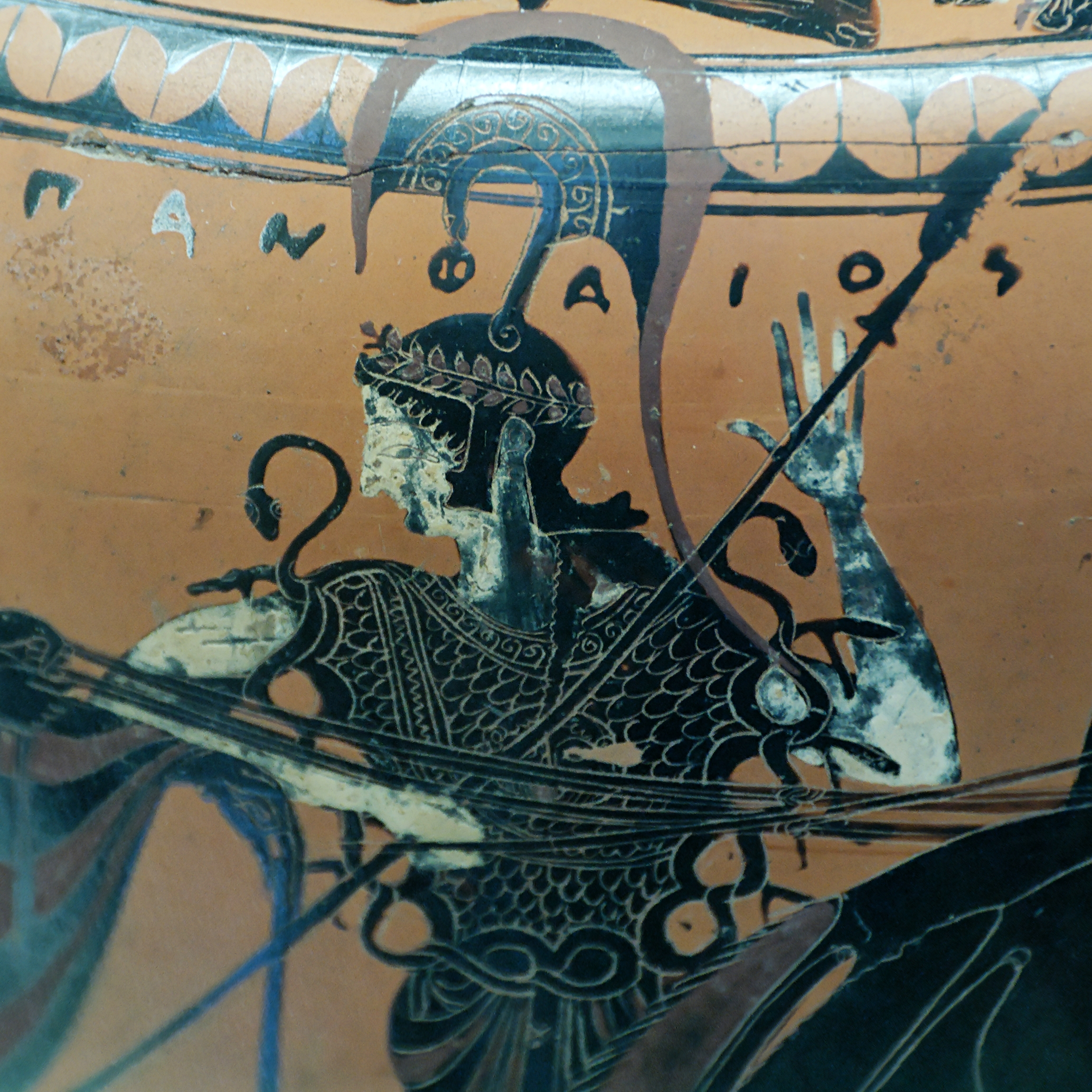
Céramique représentant la déesse grecque Athéna portant l'égide frangée de serpents (vers 540 av. J.-C).
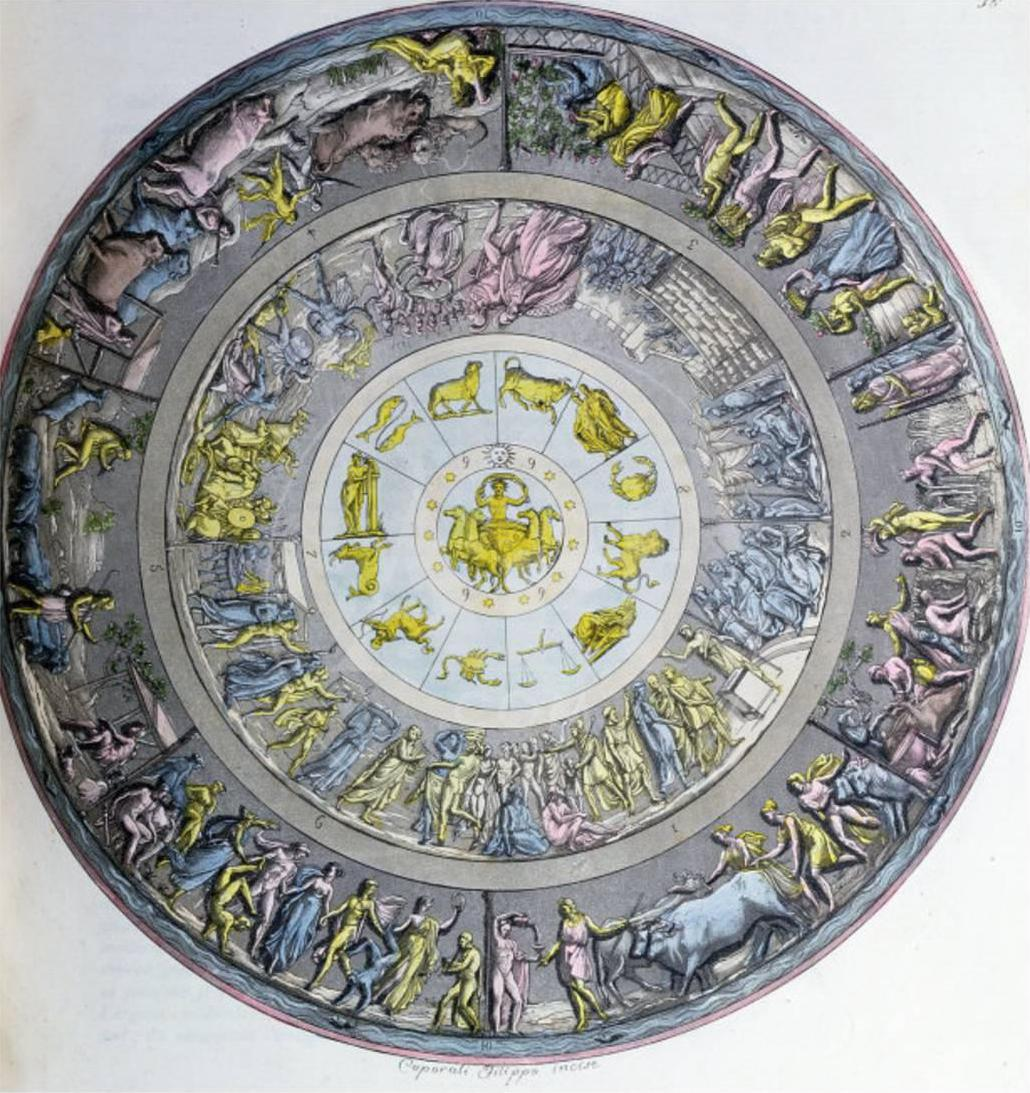
Le bouclier d'Achille selon l'interprétation du peintre néo-classique Angelo Monticelli (en) (Le Costume Ancien ou Moderne, vers 1820).

### Armures
- L'armure divine d'Achille, créée par Héphaïstos et réputée inviolable.
- L'armure d'Énée, faite également par Héphaïstos à la demande de son épouse Aphrodite, mère d'Énée.
- Kavacha, l'armure donnée par Sūrya à Karna et que ce dernier porte sur lui dès sa naissance.
- L'armure de Beowulf, faite par Weyland.

### Casques
- Le casque de Rostam, un héros perse, sur lequel était fixée la tête d'un géant blanc.
- La Kunée (casque) d'Hadès, créée par les Cyclopes, qui rend son porteur invisible. Le dieu Hermès l'a emprunté pour tuer le géant Hippolyte.

## Bijoux

### Colliers
- Le collier d'Harmonie, un collier fabriqué par Héphaïstos à l'intention d'Harmonie lors de son mariage avec Cadmos.
- Le collier des Brísingar, un collier de la déesse nordique Freyja.
- Le collier de Shiva, un collier contenant un poison capable de détruire le monde.

### Anneaux
- Andvaranaut, un anneau magique ayant appartenu à Andvari pouvant engendrer de l'or et assurant ainsi la fortune de son propriétaire.
- Draupnir, l'anneau en or du dieu Odin. Il se multiplie par 9 toutes les 9 nuits. C'est d'ailleurs un symbole de richesse inépuisable. Il a été forgé par les nains.
- L'anneau des Nibelungen, qui se réfère à une ancienne légende liée à un anneau maudit forgé par les Nibelungen, un peuple de nains légendaires. Deux versions de cette légende sont connues : l'une scandinave, à travers l'Edda poétique et la Völsunga saga, l'autre germanique racontée dans La Chanson des Nibelungen.
- L'anneau de Gygès, roi de Lydie, qui le rendait invisible.

### Perles
- Yasakani no Magatama, une perle de jade en forme de virgule, que la déesse Amaterasu aurait transmis à la lignée des empereurs du Japon. Elle fait partie du Trésor impérial du Japon.

### Boucles d'oreilles
- Kundala, paire de boucles d'oreille données par Sūrya à Karna et que ce dernier porte sur lui dès sa naissance.

### Couronnes
- La couronne d'immortalité (en), métaphore littéraire et religieuse, dans plusieurs cultures. Elle est traditionnellement représentée dans l'art par une couronne de laurier puis par un cercle symbolique d'étoiles (souvent une couronne, un diadème, un halo ou une auréole).
- La Couronne de fer de Lombardie, une des plus anciennes couronnes conservées à ce jour. Cette couronne de style byzantin aurait été réalisée selon la légende en 591 sur l’ordre de Théodelinde de Bavière.

## Objets religieux

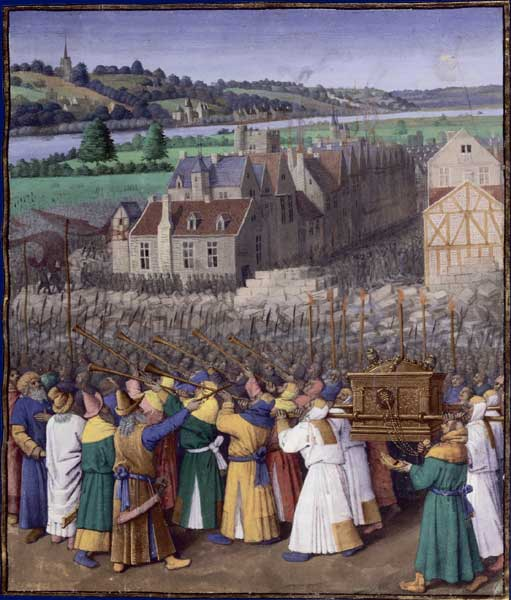
L’Arche d'alliance lors de son passage devant les murs de Jéricho.
Enluminure de Jean Fouquet, v.1470-75.

### Objets bibliques
- L'Arche d'alliance, un coffre qui, dans la Bible, contient les tables de la Loi données à Moïse sur le mont Sinaï par Dieu.
- Le Graal (également appelée Saint Calice), une coupe qui, dans la Bible, est utilisée par Jésus-Christ et ses douze apôtres au cours de la Cène. Dans l'épopée Arthurienne, cette coupe a servi à recueillir le sang du Christ sur la Croix et fait l'objet de la quête des Chevaliers de la Table ronde.
- Les Tables de la Loi, deux tables en pierre sur lesquelles, comme dit dans la Bible, Dieu aurait gravé les Dix Commandements remis à Moïse.
- Le Sceau de Salomon, un sceau du roi Salomon qui, selon des légendes et non la Bible, lui donnait le pouvoir de commander les démons et les génies ou de parler avec les animaux.
- Le Veau d'or, symbole dans la Bible de l'idolâtrie.
- Le Bâton de Moïse.

### Reliques
- Le Voile de Véronique, un linge avec lequel sainte Véronique aurait essuyé le visage du Christ lors de sa Passion ; l'image du visage de Jésus-Christ s'y serait miraculeusement imprimée.
- La Vraie Croix, une croix sur laquelle le Christ aurait été crucifié. Elle aurait été découverte au début du IVe siècle par sainte Hélène, mère de l'empereur Constantin Ier, dit le Grand.
- La Sainte Couronne, une couronne d'épines qui aurait été posée sur la tête du Christ avant sa crucifixion.
- La Sainte Éponge, une éponge imbibée de vinaigre qui aurait été utilisée pour atténuer les souffrances du Christ lors de sa crucifixion.
- Le Saint-Suaire (appelé aussi le Mandylion), un linceul qui aurait servi à envelopper le corps du Christ après sa mort et sa mise au tombeau. Il aurait été fourni, ainsi que le tombeau, par un notable nommé Joseph d'Arimathie.
- La Main de Midas, qui transforme tout ce qu'elle touche en or.
- Le Corps du Christ, dont la consommation permet de vivre éternellement.
- Le Sang du Christ, dont la consommation préserve éternellement de la soif.

## Véhicules

### Bateaux

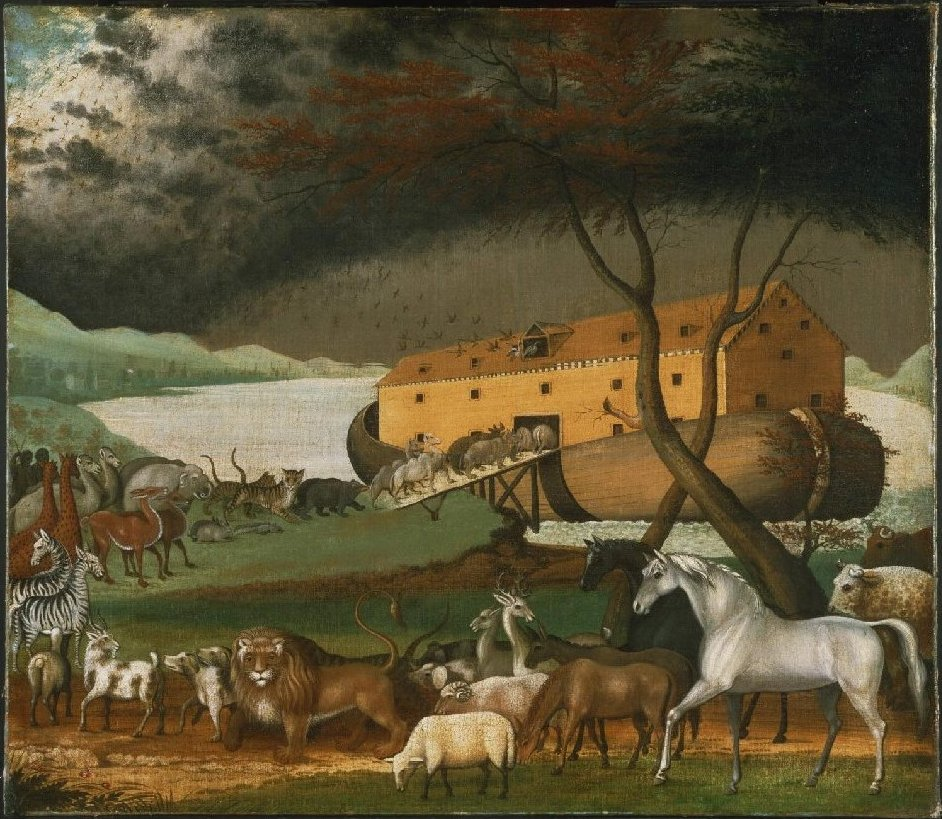
L'arche de Noé. Tableau d'Edward Hicks (1846).

- L'Arche de Noé, grande embarcation flottante construite sur l'ordre de Dieu afin de sauver Noé, sa famille et toutes les espèces animales, du Déluge.
- L'Argo, bateau à bord duquel Jason et les Argonautes naviguent depuis Iolcos pour retrouver la Toison d'or. Il a la particularité de parler et de voir l'avenir, car il a été fabriqué avec du bois de chêne venant de l'oracle de Dodone.
- Caleuche, vaisseau fantôme du folklore de l'île de Chiloé, au Chili.
- Naglfar, bateau qui, dans la mythologie nordique, se détachera lors du Ragnarök, conduisant les géants au combat.
- Skidbladnir, bateau appartenant à Freyr dans la mythologie nordique.
- le Hollandais volant, le plus célèbre des vaisseaux fantômes.
- Les bateaux des Achéens de la Guerre de Troie, qui, quand ils se dirigèrent vers Troie, étaient si nombreux qu'il pouvait cacher la mer avec leurs voiles.
- Les navires d'Énée, transformés en nymphes.
- Mannigfual (de), navire immense voguant sur la mer du Nord et la Baltique, dont le capitaine fut responsable de la couleur blanche des falaises de Douvres.

Le cheval de Troie. Peinture de Giovanni Domenico Tiepolo.

### Chars
- Le cheval de Troie, un cheval de bois construit par Épéios pendant la guerre de Troie.
- Le char d'Apollon, qui marque la course de l'astre solaire, mais c'est avant cela le char d'Hélios, le dieu du Soleil qui accepta à tort de laisser Phaéton son fils le conduire une journée.
- Le char d'Aurore, qui marque la course de l'aurore et précède celui du Soleil.

### Objets volants
- Les ailes de cire et de plumes de Dédale qui, dans la mythologie grecque, les inventent pour s'échapper avec son fils Icare du Labyrinthe qu'il a lui-même construit. Icare, malgré l'avertissement de son père, grisé par le vol, l'insouciance ou par orgueil, utilise ces ailes trop près du soleil : elles fondent, précipitant ainsi sa chute dans la mer.

## Vêtements

### Habits
- La chape de Saint-Martin, coupée en deux pour la partager avec un pauvre.
- Outre une trentaine de tuniques plus ou moins légendaires, la tunique de Nessos, synonyme de cadeau empoisonné. Elle était imprégnée du sang de Nessus, qui brûla Hercule jusqu'à ce qu'il s'immole par le feu pour mettre fin à ses souffrances.
- La peau du Lion de Némée, qu'aucune lame ne peut pénétrer et qu'Héraclès revêtit.
- Valshamr, le manteau de plumes de la déesse nordique Freyja. Il permet à celui qui le porte de se changer en oiseau et de voler d'un monde à l'autre.
- La Toison d'or, toison de Chrysomallos, un bélier ailé sur lequel Phrixos et Hellé s'enfuirent pour échapper à leur belle-mère, Ino. Elle fut volée par Jason et les Argonautes avec l'aide de Médée.
- Le voile d'Ino : c'est un voile magique appartenant à la déesse Ino et qui protège de la douleur et de la mort quand il est mis sur la poitrine. Dans l'Odyssée, Ino prête son voile à Ulysse le temps que ce dernier arrive sur l'île des Phéaciens.
- Le voile d'Isis, vêtement porté par cette déesse égyptienne, évoqué par des auteurs grecs comme Plutarque, qui parle plutôt d'une tunique.

### Chapeaux

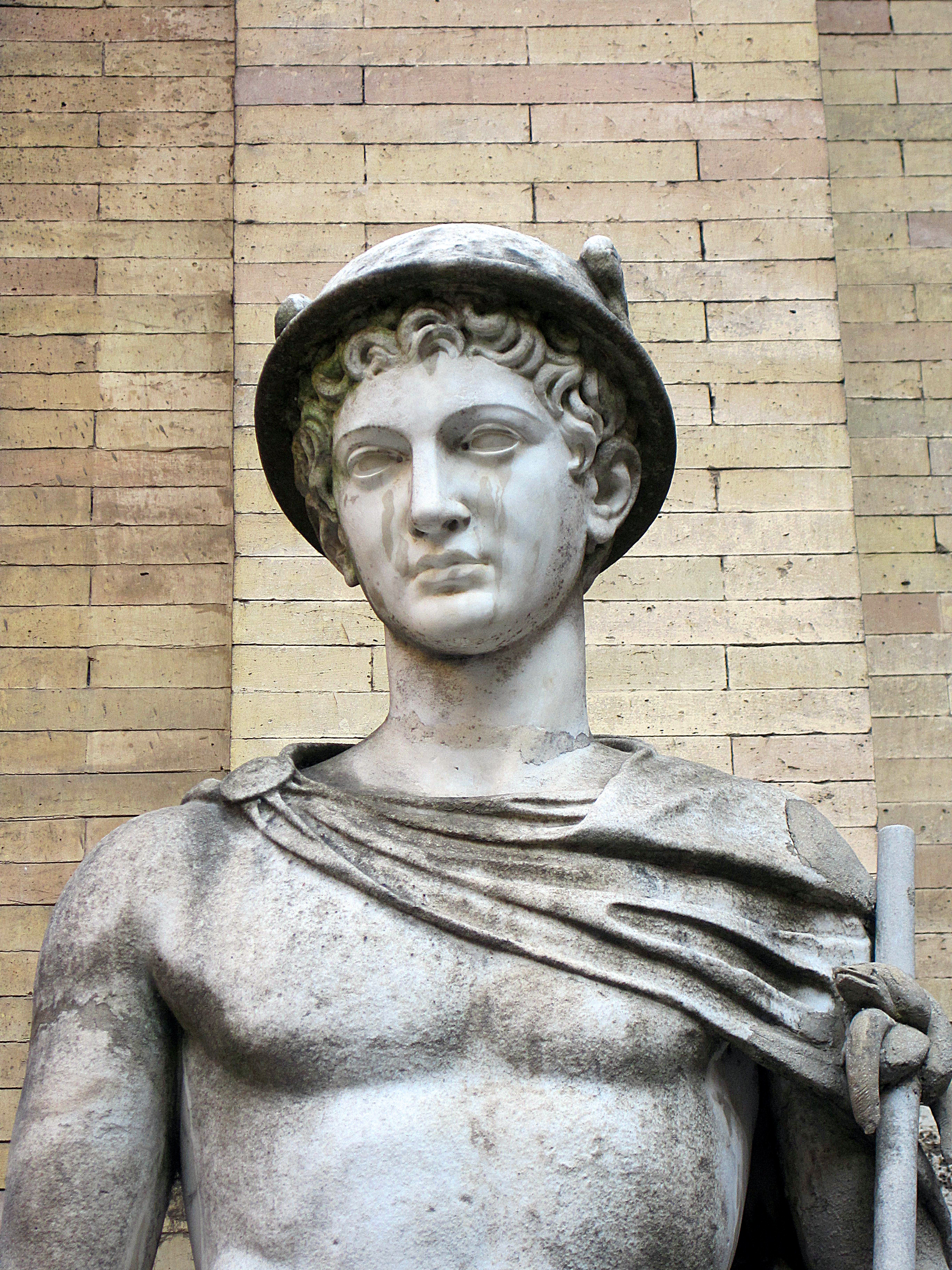
Statue d'Hermès (détail) coiffé de son pétase ; statue exposée au Musée Pio-Clementino (Musées du Vatican).

- Le Pétase, attribut divin d'Hermès, constitué d'un chapeau ailé à bord large.

### Ceintures
- Megingjord (« qui augmente la force »), ceinture portée par le dieu nordique Thor qui lui donne la force de soulever son marteau Mjöllnir.
- La Ceinture d'Hippolyte, reine des amazones, l'objet d'un des douze travaux d'Héraclès.
- La ceinture d'Aphrodite. Elle a été fabriquée par Héphaïstos. Cette ceinture accorde à toute femme qui la porte une attirance irrésistible. Aphrodite s'en sert pour séduire Héphaïstos lorsqu'elle lui est infidèle, Héphaïstos lui pardonnant toujours.

### Gants
- Les Járngreipr, les gants de fer du dieu Thor.

### Chaussures
- Les chaussures de Vidar, magiques et totalement indestructibles.
- Les sandales ailées, attribut divin d'Hermès, constitué d'une paire de sandales ailées lui permettant de voler du Mont Olympe jusqu'à la Terre pour porter les messages divins.

## Nourriture

### Pommes
- La pomme d'Ève ou d'Adam, plus souvent appelé le fruit défendu,représentant l'arbre de la connaissance du bien et du mal. La représentation par une pomme pourrait venir d'un jeu de mots autour du mot latin Malus (le Mal), car au féminin Mala signifie la « pomme ».

Note : Dans les textes bibliques, il n'est fait mention que du « fruit de la connaissance du bien et du mal ».
- La pomme de discorde, lancée par Éris (la Discorde) lors des noces de Thétis et Pélée aux trois déesses ; Héra, Athéna et Aphrodite.
- Les pommes d'Idunn, donnant l'immortalité au dieux nordiques.
- Les pommes d'or du jardin des Hespérides, cadeau de noces de Gaïa à Héra.

### Autres aliments
- L’Ambroisie est une herbe qui donne l'immortalité aux Divinités olympiennes.
- Les fleurs de Lotos, fleurs ayant envoûté l'équipage d'Ulysse.
- La Manne céleste, ayant nourri les Hébreux pendant les quarante années d'errance dans le désert.
- Le Nectar est la boisson des Olympiens.

### Objets créateurs de nourriture
- La Corne d'abondance, objet mythologique en forme de coquille de Triton, utilisé par Ploutos, le dieu grec de la richesse et de l'abondance.
- Le Chaudron du Géant Diwrnach, remplit, dans la mythologie celtique, le même rôle que la corne d'abondance : il produit indéfiniment de la nourriture, quel que soit le besoin et le nombre de convives. Il est volé par le Roi Arthur et ses compagnons. Dans les versions tardives de l'épopée Arthurienne, le chaudron de Diwrnach est retrouvé dans le Saint Graal.

## Mobilier

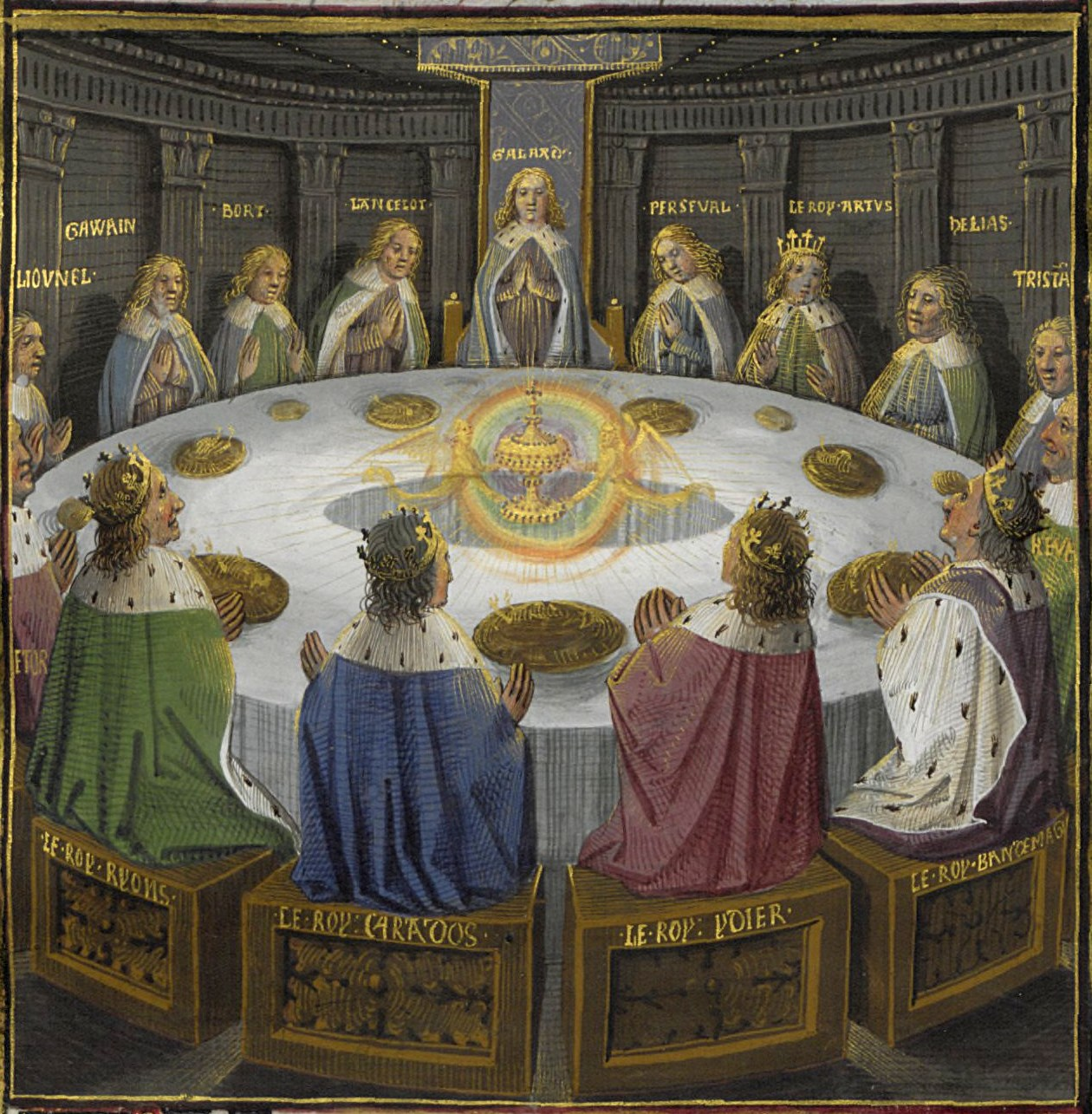
La Table ronde.

- La Table ronde dans la légende arthurienne.
  - Le siège périlleux, siège de la Table ronde réservé au chevalier qui doit mettre fin à Quête du Graal.

## Objets divers
- Gjallarhorn, un lur (ancien instrument de musique scandinave) par lequel le dieu Heimdall envoie un message aux dieux d’Ásgard et aux mortels de Midgard.
- Gullinbursti, un sanglier forgé par les nains Eitri et Brokk de la mythologie nordique.
- Le Sampo, un objet qui, dans la mythologie finnoise, crée de l'or à partir de rien.
- Le Palladium ou Palladion, une statuette de Pallas-Athéna, emmenée hors de Troie en flammes par Énée.
- La boîte de Pandore qui, dans la mythologie grecque, contient tous les maux des dieux.
- Le nœud gordien, un cordage censé faire de celui qui le dénouera le maître de l'Asie. Tranché par Alexandre le Grand.
- L’Omphalos, qualifié de « nombril du monde », une pierre sacrée donnée par la déesse grecque Rhéa à son époux Cronos afin que celui-ci ne dévore pas leur fils Zeus.
- La pierre philosophale, que les alchimistes cherchent à créer pour avoir l'immortalité et le pouvoir de transmuter les métaux en or.

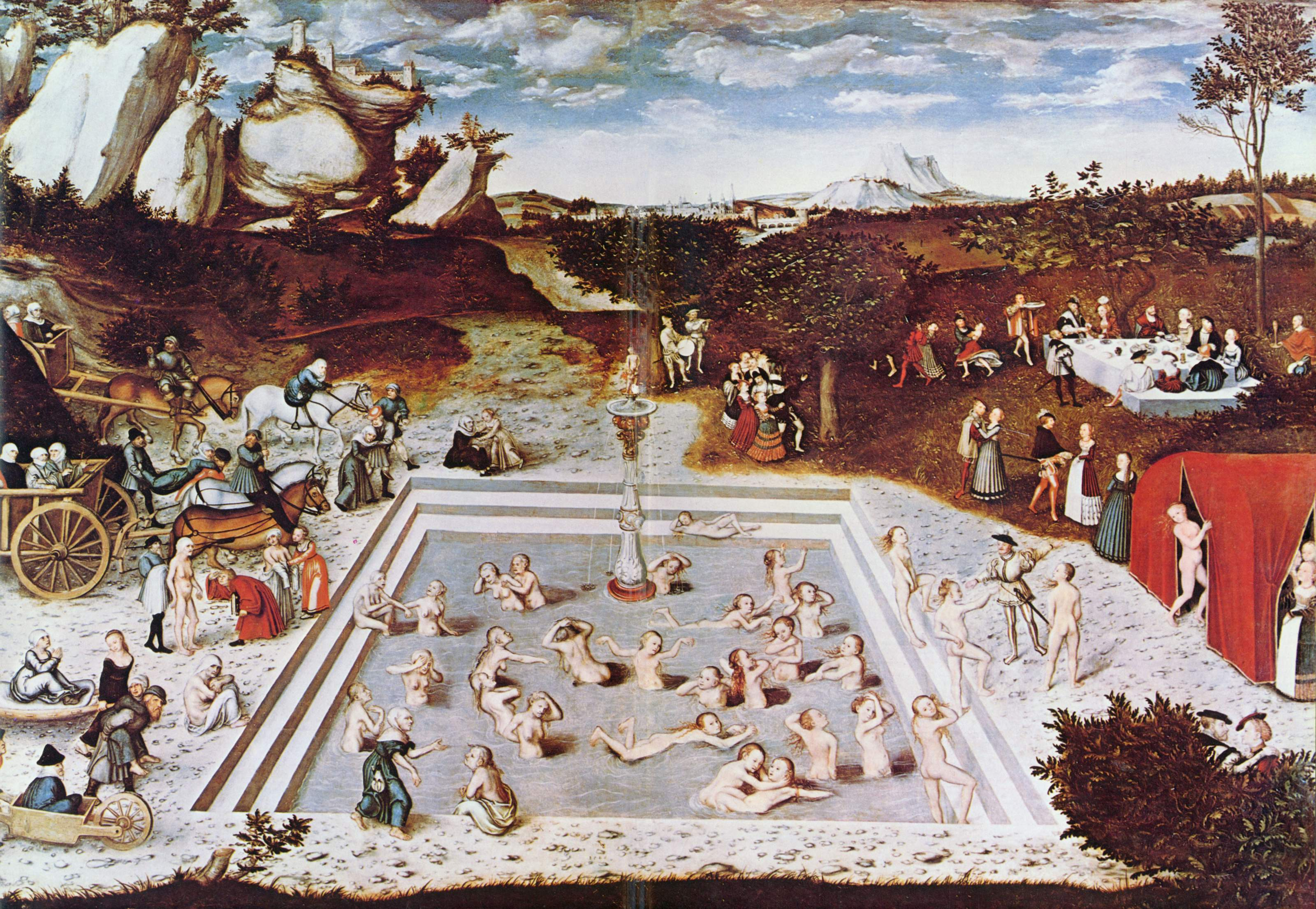
La fontaine de jouvence vue par Lucas Cranach (1546).

- La fontaine de jouvence, une fontaine magique symbole d’immortalité ou de perpétuel rajeunissement.
- Le Trésor impérial du Japon, constitué de trois objets légendaires offerts par Amaterasu à son descendant Ninigi, puis transmis aux empereurs du Japon : l'épée de Kusanagi, le miroir-bouclier de Yata et la perle incurvée de Yasakani.
- Le fil d'Ariane, un fil dans la mythologie grecque qu’Ariane donne à Thésée lorsqu'il est enfermé dans le Labyrinthe du Minotaure et qui lui permettra de s'en échapper.
- Le Nimbe, un cercle ou un disque de lumière que les peintres et les sculpteurs placent, depuis l'Antiquité, autour de la tête des personnages sacrés, des héros divinisés, de Dieu ou des saints. À ne pas confondre avec l'auréole, qui est l'irradiation du corps entier.
- Le cœur de Tursas, cœur mythique de la créature Iku Turso, censé porter chance dans la mythologie finnoise.